# Suren Gazarjan
Suren Vladimirovič Gazarjan (rusky Сурен Владимирович Газарян, * 8. července 1974 Krasnodar) je ruský zoolog a environmentální aktivista.
Od mládí se věnoval průzkumu jeskyní a stal se odborníkem na život netopýrů. V roce 1996 vystudoval biologii na Kubáňské státní univerzitě. V letech 2004 až 2012 byl zaměstnancem Ruské akademie věd. Působil v organizaci Ekologická hlídka Severního Kavkazu. Upozorňoval na hrozby pro kavkazskou přírodu, které představovala nepovolená těžba dřeva, projekt továrny na umělá hnojiva firmy EuroChem ve městě Tuapse nebo výstavba sportovních zařízení před olympiádou v Soči. Zúčastnil se také protestů proti stavbě luxusních rekreačních objektů v chráněných oblastech, jako je takzvaný Putinův palác nebo prázdninová rezidence krasnodarského gubernátora Alexandra Tkačeva. Vstoupil do strany Jabloko a v říjnu 2012 byl zvolen jedním ze 45 členů Koordinační rady ruské opozice.
Při protestních akcích byl opakovaně zadržen, v červnu 2012 dostal podmíněný trest za poškození plotu Tkačevovy dači a v srpnu 2012 byl obviněn z toho, že ochrance Putinova paláce vyhrožoval zabitím. V obavách před uvězněním požádal Gazarjan v prosinci 2012 o politický azyl v Estonsku. Později odešel do Německa a pracuje v Bonnu pro organizaci EUROBATS.
V roce 2014 mu byla udělena Goldmanova cena.